# 팡팡다이노
《팡팡다이노》(영어: PongPong Dino)는 드림팩토리스튜디오에서 만든 대한민국의 애니메이션으로, 2021년 5월 13일부터 12월 9일까지 KBS 1TV에서 매주 목요일 오후 2시 30분에 방영했다.

## 방송 일시
| 방송 채널 | 방송일                     | 방송 시간 |
| --------- | -------------------------- | --------- |
| KBS 1TV   | 2021년 5월 13일 ~ 12월 9일 | 종료      |

## 등장 인물
- 모모
- 티티
- 카카
- 뚜뚜
- 포

## 목소리 출연
- 이명호: 내레이션, 카카
- 김자연: 모모
- 방연지: 티티
- 민아: 뚜뚜
- 배정미: 포

## 제작진
- 책임프로듀서: 박성주
- 프로듀서: 목훈
- 기획: 김희동
- 감독: 채택근
- 조연출: 채정훈
- 기획 프로듀서: 이소윤
- 시나리오: 임선경, 박연경
- 스토리보드: 전성우, 임은경, 김정현, 박생기, 한수정, 박정훈, 신준하
- 스토리보드 지원: 안승익
- 제작 총괄: 김희동
- 제작 실장: 정태연
- 프로젝트 매니저: 이민규
- 코디네이터: 윤나빈
- 코디네이터 지원: 김규남, 김고은
- 콘셉트 리더: 박용하
- 콘셉트 아티스트: 이진주, 하동현
- 콘셉트 지원: 정소정, 한지현, 조현미
- 모델링/텍스처 리더: 황희중
- 모델링/텍스처 아티스트: 김지혜, 이동영, 김은성, 장보배
- 레이아웃: 이성욱, 박다영
- 애니메이션 리더: 김중재, 이정두
- 애니메이션 아티스트: 복성아, 진우철, 여경린, 정명희, 최문석, 김혜민, 이주철, 한연수, 이광일, 원지영, 김아란, 민고은, 안병은
- 애니메이션 지원: 장하늘, 김수진, 김도연
- TD: 오주환
- TD 지원: 최진훈
- 리깅: 김민지
- 비주얼이펙트 리더: 이건호
- 비주얼이펙트 아티스트: 김성호, 신동호, 홍예진
- 라이팅/합성 리더: 박민식
- 라이팅/합성 아티스트: 윤준성, 한지영, 김낙원, 박정준, 황정빈, 김초영
- 라이팅/합성 지원: 최현진, 조윤영, 전용걸
- 편집: 채정훈
- 사업본부: 이지선, 임희정, 방정필
- 사업부 지원: 고아흔
- 디자인팀: 김현숙, 윤혜영
- 경영지원: 김민철
- 녹음: 김한나, 김희집
- 녹음 편집/사운드 디자인: 김한나, 주노
- 사운드 효과/믹싱: 주노, 김희집
- 사운드 슈퍼바이저: 김희집
- 음악감독: 이피어나
- 주제가 작사: 드림팩토리스튜디오, 황정빈
- 주제가 작곡/편곡: 이피어나
- 노래: 사문영, 민지
- 주제가 녹음/믹싱/마스터링: 이하늘, 최지석(쥬스미디어)
- 애니메이션 감독: 최준희
- 애니메이션 리더: 이승호
- 애니메이션 아티스트: 오은정, 이선영, 한재영, 박정빈
- 라이팅/합성 실장: 김성곤
- 라이팅/합성 리더: 노창희, 구자열
- 라이팅/합성 아티스트: 이승희, 송은정, 전선아
- 미술 감독: 엄수혁
- 제작 감독: 주홍
- 애니메이션 실장: 김남원
- 애니메이션 팀장: 한상욱
- 애니메이션 아티스트: 정은희
- 지분투자: LG유플러스
- 투자: 유니온투자파트너스㈜
- 투자지원: 문화체육관광부, 중소벤처기업부, 한국벤처투자
- 홈페이지: 정유현 KBS미디어
- 종합편집: 강희수
- 컴퓨터그래픽: 황은서
- 조연출: 차한결
- 연출: 목훈
- 기획: KBS
- 제작: DREAM FACTORY STUDIO

## 방영 목록
| 회차       | 제목                                  | 방송 일자        |
| ---------- | ------------------------------------- | ---------------- |
| 1화        | 호박 집을 지어요수박은 시원해요       | 2021년 5월 13일  |
| 2화        | 밀가루 애벌레바나나 보트              | 2021년 5월 20일  |
| 3화        | 크래커 도미노풍선껌을 불어요          | 2021년 5월 27일  |
| 4화        | 버섯 우산알록달록 솜사탕              | 2021년 6월 3일   |
| 5화        | 콩으로 연주해요길쭉길쭉 스파게티      | 2021년 6월 10일  |
| 6화        | 초콜릿 놀이터코코넛 연못              | 2021년 6월 17일  |
| 7화        | 통통통 젤리 랜드빙글빙글 양파         | 2021년 7월 1일   |
| 8화        | 우유 수영장하늘에서 팝콘이 내려요     | 2021년 7월 8일   |
| 9화        | 데굴데굴 포도얼음과 무지개            | 2021년 7월 15일  |
| 10화       | 땅콩 신발밤송이를 꾸며요              | 2021년 7월 22일  |
| 11화       | 레몬이 찍설탕 모래놀이                | 2021년 8월 12일  |
| 12화       | 날아라 시리얼미끌미끌 아이스크림 바   | 2021년 8월 19일  |
| 13화       | 양배추 패러글라이딩마시멜로 하우스    | 2021년 9월 2일   |
| 14화       | 브로콜리 나무를 타고반짝반짝 석류별   | 2021년 9월 9일   |
| 15화       | 파인애플 젠가람부탄은 투명해요        | 2021년 9월 23일  |
| 16화       | 빵빵 롤러코스터마늘이 둥실둥실        | 2021년 9월 30일  |
| 17화       | 파프리카 놀이공원소라 동굴            | 2021년 10월 7일  |
| 18화       | 아보카도 보트체리타고 콩콩            | 2021년 10월 14일 |
| 19화       | 도넛 운동장 만들기키다리 아스파라거스 | 2021년 10월 21일 |
| 20화       | 오렌지 자전거사탕 모자이크            | 2021년 10월 28일 |
| 21화       | 죽순과 대나무치즈 동산                | 2021년 11월 4일  |
| 22화       | 가지 고래아몬드 풋볼                  | 2021년 11월 11일 |
| 23화       | 당근 볼링연근과 연꽃                  | 2021년 11월 18일 |
| 24화       | 감자를 깎아요키위와 키위새            | 2021년 11월 25일 |
| 25화       | 사과 껍질 서핑벌집 미로               | 2021년 12월 2일  |
| 최종화(26) | 둥둥 마카롱 옥수수 로켓 여행          | 2021년 12월 9일  |